# Боковский сельсовет
Боковской сельсове́т — административно-территориальное образование, подчинённое городу областного значения Семёнов в Нижегородской области Российской Федерации. 
В рамках организации местного самоуправления территория сельсовета входит в  городской округ Семёновский. С 2004 до 2011 года сельсовет как муниципальное образование имел статус сельского поселения в составе Семёновского муниципального района. С 2011 года — территориальный отдел. Начальник территориального отдела — Алексей Леонидович Кудряшов.
В рамках административно-территориального устройства сельсовет до 2011 года входил в Семёновский район Нижегородской области.
Административный центр сельсовета — деревня Боковая.

## Населённые пункты
В сельсовет входят 15 населённых пунктов:
| №  | Населённый пункт  | Тип     | Население |
| -- | ----------------- | ------- | --------- |
| 1  | Александровка     | деревня | ↘18       |
| 2  | Боковая           | деревня | ↗450      |
| 3  | Большая Погорелка | деревня | ↘22       |
| 4  | Дуплишка          | деревня | ↘1        |
| 5  | Люнда-Шипово      | деревня | ↘39       |
| 6  | Малая Овсянка     | деревня | ↘25       |
| 7  | Малая Покровка    | деревня | ↘22       |
| 8  | Николаевка        | деревня | →1        |
| 9  | Новодмитриевка    | деревня | ↘44       |
| 10 | Новопетровка      | деревня | ↘13       |
| 11 | Овсянка           | деревня | ↘312      |
| 12 | Озерки            | деревня | ↘40       |
| 13 | Рубцы             | деревня | ↘63       |
| 14 | Чудово            | деревня | ↘19       |
| 15 | Шалдежка          | деревня | ↗363      |